# آلة تورنغ العامة
في علوم الحاسوب، آلة تورنغ العامة ((بالإنجليزية: Universal Turing machine)، وتختصر إلى UTM) هي آلة تورنغ تحاكي الإدخال الفرضي. تقرأ الآلة وصف الجهاز المراد محاكاته بالإضافة إلى الإدخال إلى ذلك الجهاز من الشريط الخاص به. قدم آلان تورنغ فكرة مثل هذه الآلة في 1936-1937. يعتبر هذا المبدأ أصل فكرة حاسوب البرنامج المخزن الذي إستخدمه جون فون نيومان في عام 1946 لـ «أداة الحوسبة الإلكترونية» التي تحمل الآن اسم معمارية فون نيومان.

## روابط خارجية
Smith، Alvy Ray. "A Business Card Universal Turing Machine" (PDF). مؤرشف من الأصل (PDF) في 2020-01-02. اطلع عليه بتاريخ 2020-01-02.